# Prywilne (hromada Komar)
Prywilne (ukr. Привільне) – wieś na Ukrainie, w obwodzie donieckim, w rejonie wołnowaskim, w hromadzie Komar. W 2001 liczyła 62 mieszkańców.